# 模板噴畫

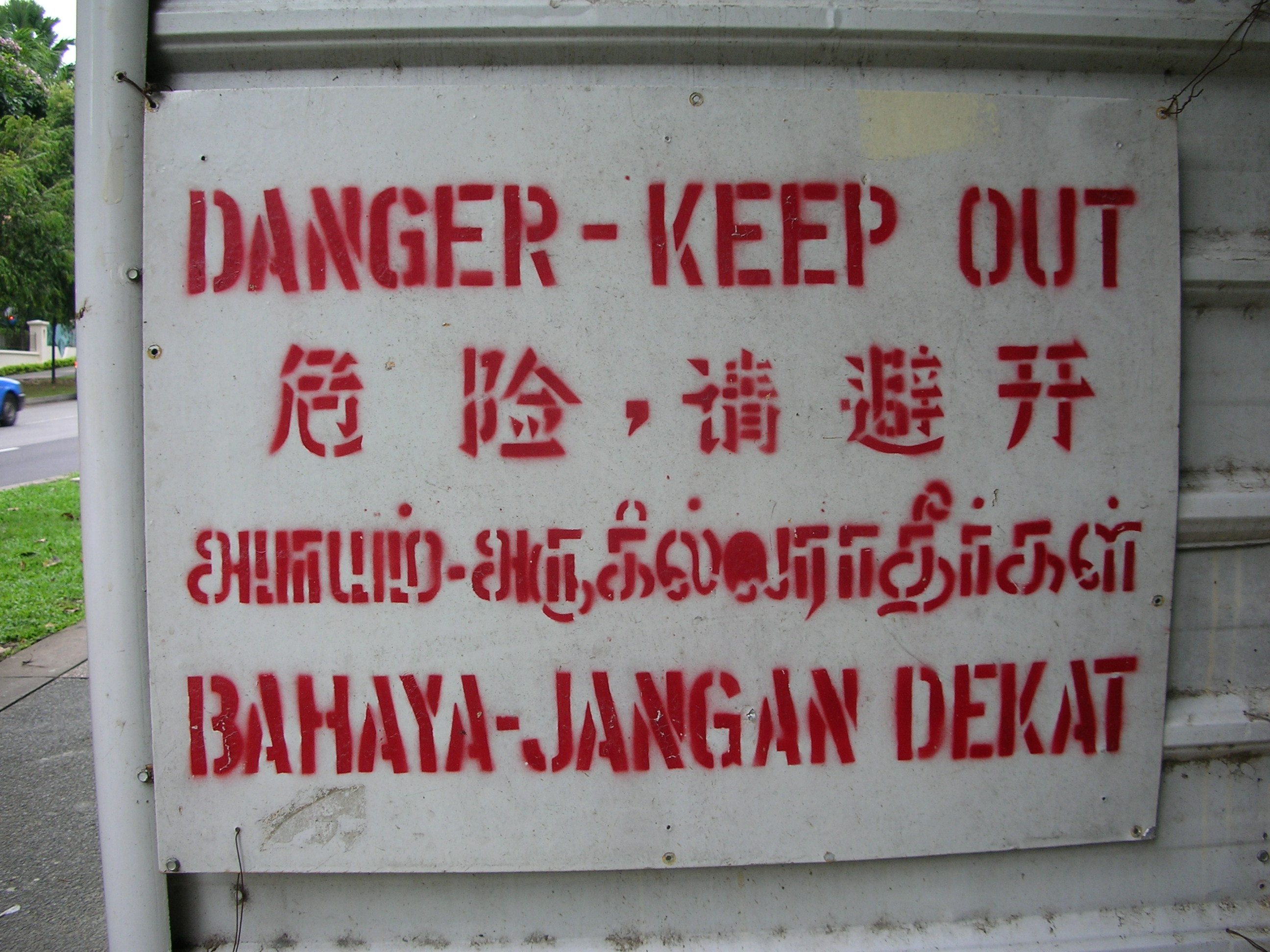
在新加坡一個用版面模子來印刷的四語警告牌

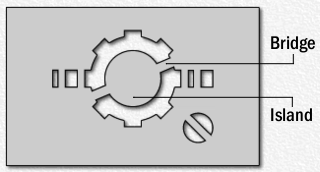
一個用版面模子印製圖形的範例

模板噴畫（英語：Stencil），亦作鑿嘜、版面模子，是近現代一種在絲網印刷術未普及之前常用的移印方式。方法是使用一片薄片（例如：金屬片、紙片、膠片等）刻出文字或設計，再用威士或海绵醮上顏料，從切出來的洞孔把顏色印到移印物之上。模板噴畫的好處是重用度高，可以很快速的大量複印內容。
直到現在，模板噴畫也沒有完全淘汰，但大多數都採用噴漆來施加顏料，這類的模板噴畫則多被稱作噴漆模版。另一方面，也由於模板噴畫可以施加到不同的環境和場合，亦為不同訴求者在特定場合表達意見的方法，這些場合都是電腦印刷無法取代的環境。

## 參看
- 街頭藝術 - 塗鴉
- 模版緩衝